# 桃園航空城公司
桃園航空城股份有限公司（簡稱桃園航空城公司），成立於2010年3月29日，為桃園航空城的專責行銷、招商機構，股權由桃園市政府全額持有，是桃園市政府的公營機構之一。

## 歷史

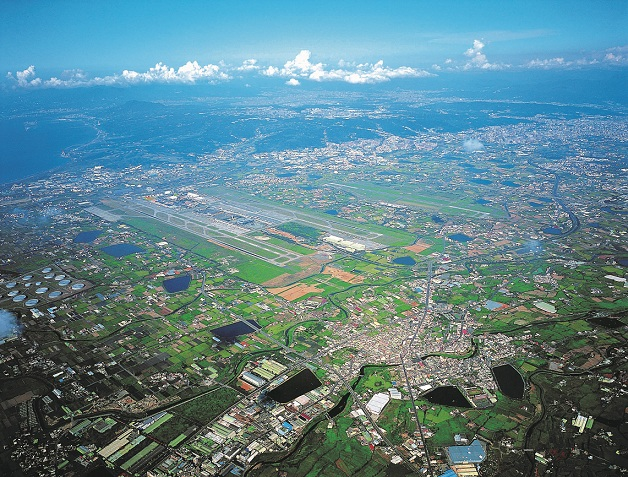
桃園航空城開發前的樣貌。

為促進國際機場園區及周邊地區發展，2009年1月23日總統令制定公布《國際機場園區發展條例》，2010年5月1日施行，為國際機場園區的發展奠定了法律依據，並放寬規定使國際機場園區的營運得由國營企業負責。
在這樣的背景下，臺灣桃園國際機場及桃園航空城成為《國際機場園區發展條例》第一個適用的對象。中華民國交通部將原先的桃園國際航空站公司化為國際機場園區的經營公司桃園國際機場公司，並建議桃園縣政府也跟進針對周邊地區成立官股企業專業經營。而這樣的建議讓苦於公部門僵化困擾的桃園縣政府大大認同，並使桃園縣政府於2010年正式成立桃園航空城公司以「活化機場周邊土地利用」及「彈性執行投資開發管理」。
2010年3月29日，桃園航空城公司奉經濟部核准設立，實收資本額新臺幣6.8億元，總部設於桃園縣桃園市縣府路1號8樓（桃園縣政府辦公大樓）。2014年8月1日，桃園航空城願景館落成啟用，位於桃園縣大園鄉大成路二段126號。2014年12月25日，桃園縣改為桃園市。2015年1月27日，桃園航空城公司總部從桃園市政府辦公大樓8樓搬遷至桃園航空城願景館。2019年9月6日，桃園航空城公司總部搬遷至桃園市中壢區高鐵站前西路一段286號2樓（國際金融雙星大樓）。

## 組織
桃園航空城公司在董事會下隸屬有稽核室及總經理、副總經理，設有主掌產業調查、研究、新事業發展的企劃處；主掌招商、投資的招商行銷處；及主掌管理資產、人事行政等事宜的管理處等三大部門。而在三大部門下，企劃處設有規劃組、新事業發展組；招商行銷處設有媒體宣傳組、公共關係組、招商活動組；管理處設有人力資源組、行政總務組、財務組、會計組等分組。

## 爭議

### 連年虧損
桃園航空城公司自2010年成立後，至2016年虧損超過新臺幣1.25億元，人事費用卻屢屢增加，被外界認為「坐領高薪」卻「一事無成」。2016年10月14日桃園市政府新聞處處長張惇涵表示，桃園市政府將通盤檢討。2020年10月30日信傳媒披露，桃園航空城公司在中國國民黨執政時代一年虧損約新臺幣700萬元，民主進步黨桃園市市長鄭文燦執政後一年虧損暴增至約新臺幣2,000萬元、其中超過4成花在人事。

### 遭移送廉政署
桃園航空城公司曾於2015年因涉及不當或違法使用經費及委託專案，而被甫上任的鄭文燦移送法務部廉政署調查。

### 差點吹熄燈號
2015年3月20日，桃園市議會審查桃園市政府總預算，綠黨桃園市議員王浩宇提議刪除桃園航空城預算。王浩宇並批評，民進黨在野時反對桃園航空城公司、反對桃園航空城願景館，執政後不該說一套做一套，他建議鄭文燦「砍掉」桃園航空城公司。鄭文燦諷刺王浩宇，「航空城不是用蓋的」。王浩宇隨後附和多名國民黨議員的提議，刪除多筆桃園航空城預算，讓桃園航空城公司差點吹熄燈號。

### 公開發行股票
2020年4月21日，桃園市議會進行桃園航空城公司工作報告。國民黨桃園市議員劉茂群批評，2019年桃園航空城公司完全沒有知會議會與議員，偷偷投資桃園亞矽創新公司新臺幣500萬元，血本無歸；本年又傳出桃園航空城公司要公開發行股票，「沒有向議會報告或知會」，蓄意規避議會監督。國民黨議員陳美梅質疑，桃園航空城公司公開發行股票的方式與對象都不明。國民黨議員黃婉如則批，桃園航空城公司連年虧損，但2019年9月搬遷後16名員工使用多達397坪辦公廳舍；而且桃園航空城公司於本年1月將公開發行股票案送經濟部核定，2019年底工作報告卻隻字未提。黃婉如抨擊桃園航空城公司董事長王義川藐視議會，王義川被請出議場。國民黨議員褚春來說，桃園航空城公司是桃園市政府100%持股，沒有公開發行股票的問題，王義川與總經理許又銘卻解釋不清楚。許又銘說，桃園航空城公司2010年成立時就有發行股票，桃園市政府沒有對外集資。
4月22日，台灣民眾黨發言人陳思宇在臉書發文表示，王義川無法在桃園市議會清楚說明桃園航空城公司公開發行股票的目的，「一下子說是《公司法》的規定，一下子說是公司章程的規定」。陳思宇諷刺，王義川在臺中市政府（林佳龍市府時代）月領新臺幣11萬元，轉入桃園航空城公司月領新臺幣15萬元，「在民進黨敗選還可以加薪，真不愧是民進黨」。

## 外部連結
- 桃園航空城公司官方網站 （页面存档备份，存于）（中文）（简体中文）（英文）（日語）